# 越南大戰 (遊戲)
《合金弹头》是Nazca于1996年在SNK的MVS（Multi Video System）街机基板开发的合金弹头系列第一作。在当时便以其滑稽搞笑的场面及精细的手绘场景而闻名。

## 故事情节
故事发生在2028年，由前正规军海军陆战队中将Donald Morden组织的反叛军势力与正规军的战争正如火如荼地进行着。
Morden有着很大的权力欲，在2025年，他曾以自己的势力发起过一次暗杀美国总统的行动但最终失败，還令他的兒子死在這次的行動之中，从此消声匿迹。
但一年后，他突然以压倒性的数量和出乎意料的军事科技对正规军发动了突然袭击，并沉重打击了正规军的力量。战争就此开始。
遭到打击的正规军并不甘心失败，他们秘密开发了代号为「Super Vehicle-001」的新型战车「Metal Slug」，意图对反叛军进行反击。
然而就在2028年，试验中的样车因情报泄漏而落入反叛军之手。
为了夺回样车，正规军特种部队“Peregrine Falcons”成员Marco Rossi中尉和Tarma Roving少尉受命潜入敌后。故事就此展开。
需要注意的是，这些故事情节是后来SNK将游戏发展出系列后逐步追加进去的，这也是为什么游戏时代被设定在未来而游戏中的背景、机械、人物却都是二战风格的原因。

## 游戏系统

主角在悬崖地形边上歪歪斜斜并流着鼻涕的场面，是系列中经典的搞笑场景之一

游戏为标准的2D横版卷轴动作射击游戏，主角在每一关都需要不断前进并消灭沿途敌人，在每关关底都有一个BOSS在等候玩家。
它是模仿《魂斗罗》的游戏，但与《魂斗罗》不同的是，主角在靠近敌人生物单位时的攻击不是使用枪而改用刀，这可以得到更多的分数。此外与敌人士兵接触并不会受到伤害，除非敌人进行攻击。
在游戏途中可以看到很多俘虏被囚，只要对其攻击便可打断捆绑他们的绳子，此时俘虏会在一定范围内来回走动或向一个方向一直走到版面之外。这时玩家若与其接触，俘虏便会提供宝物或武器给玩家，如果玩家的生命能安全保留到关底，系统会根据这条命所救出的俘虏数给予奖励分数。
游戏中可以看到闪烁「IN」字样的乘物，这时可以进入乘物内作战，乘物装备有12.6mm火神炮和127mm加农炮。

## 關卡BOSS
- MISSON 1

高津770式轟炸機殘骸要塞てつゆき/哲雪/Tetsuyuki
- MISSON 2

開發途中大型機Hairbuster Riberts
- MISSON 3

超弩級自走砲谷王/Tani Oh
- MISSON 4

共同作戰用戰車Shoe & Karn
- MISSON 5

萬能射程戰鬥車Iron Nokana
- FINAL MISSON

二次放出戰鬥直昇機Hi-Do，擊倒後砍Morden則另有加分

## 开发经过

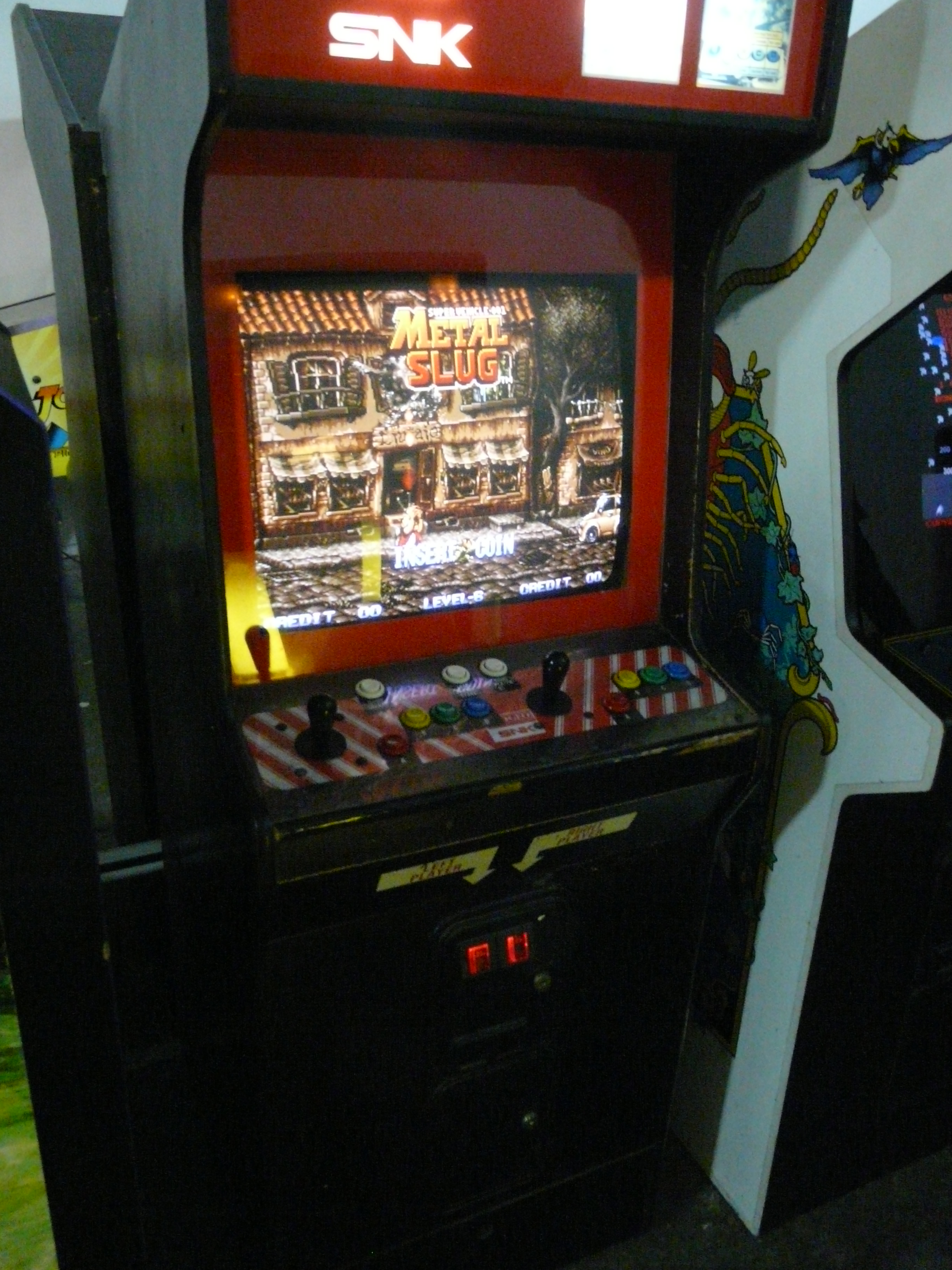
越南大戰的街機

Nazca的制作组在之前曾参与过Irem公司的游戏《海底大战争》和《火力2》（Gunforce 2）的开发，所以这两个游戏和合金弹头1代有着相似的美工风格。而《火力2》的游戏系统已然与合金弹头1代非常接近，在游戏中甚至可以听到一些完全相同的音效。

## 移植
游戏最初在街机MVS基板和Neo Geo家用机上推出，稍后还发售了Neo Geo CD（简称NGCD）版本。1997年，SNK将本作移植到了PlayStation和Sega Saturn上。2002年，SNK Playmore还在PSone上将本作复刻了一次。
而在2005年开始SNK Playmore先后在PS2、Wii、PSP、PC上发售的合金弹头精选集中，本作也包括在内。

## 片尾曲
曲名：Hold you still!
（夢見るタンクバスター）
作詞：KYANO
作曲：HIYA JIM
演唱：富永みーな
在一開始開發出來的街機版本限於機能與容量，单人破关影片为游戏的主题曲（非ED曲），双人破關影片也只有ED曲的旋律、並沒有歌手演唱。
而在後來PlayStation、Sega Saturn發行的版本中，依據不同的破關程度會有不同風格的音樂；而最佳的破關程度會有歌手演唱的主題曲，次佳的程度則是播放無人演唱的主題曲。
破關影片根據不同的破關程度，影片中各個場景的敵人士兵也會有不同的動作；最佳的破關程度（街机及PS版本双人、SS单人且满足条件）敵人士兵會手舞足蹈，而普通的破關程度下会见到敵人士兵保持待命作戰、甚至尸横遍野（街机）的態勢。
值得一提的是，PlayStation需要雙人破關並滿足條件才會出現歌手演唱的主題曲；Sega Saturn則是單人破關並滿足條件後便會播放歌手演唱的主題曲。

## 外部連結
- 越南大戰系列官方網站（页面存档备份，存于）
- 越南大戰圖錄（页面存档备份，存于）